# Ursula Heller
Ursula Heller (* 19. Juli 1961 in Bergisch Gladbach, Nordrhein-Westfalen) ist eine deutsche Journalistin und Fernsehmoderatorin.

## Leben
Nach ihrem Abitur 1980 am Albertus-Magnus-Gymnasium Bensberg studierte Ursula Heller Germanistik, Geschichte und Philosophie zunächst in Freiburg, 1984–1985 in Cambridge und ab 1985 in München. Sie schloss ihr Studium an der Ludwig-Maximilians-Universität München mit der Magisterprüfung ab. Seit Mitte der 1980er Jahre arbeitete sie in der Hörfunkredaktion von Bayern 3 im Umfeld der Moderatoren Thomas Gottschalk und Günther Jauch. Sie selbst präsentierte u. a. die Chronik des Tages und die Welt am Morgen auf Bayern 2 sowie das Morgentelegramm (Bayern 3).
Von 1990 bis Oktober 2007 moderierte Heller im Bayerischen Fernsehen das Rundschau-Magazin und seit 2001 die Münchner Runde. Diese politische Talkshow des Bayerischen Fernsehens leitete sie seit 2003 zweimal monatlich im Wechsel mit Chefredakteur Sigmund Gottlieb. Nach dessen Eintritt in den Ruhestand übernahm Heller im März 2017 wieder die Moderation der Münchner Runde, die seit April 2016 nur noch 14-täglich gesendet wird.
Von Mai 2003 bis Ende Dezember 2005 moderierte sie das ARD-Wissenschaftsmagazin W wie Wissen. Seit September 2007 moderiert Ursula Heller mittwochs, als Nachfolgerin von Birgit Muth, das wöchentliche Politmagazin des BR, das im Zuge einer BR-Programmreform von Zeitspiegel in Kontrovers umbenannt wurde.
Im Jahr 2008 führte sie im Ersten zusammen mit dem Biophysiker Wolfgang M. Heckl durch das Wissensmagazin brain, produziert vom Bayerischen Rundfunk. Für das Hörfunkprogramm Bayern 2 moderiert Ursula Heller seit dem 10. Januar 2008 donnerstags die Sendung Eins zu Eins.
Im April 2016 kehrte Ursula Heller zum Team der Rundschau zurück und moderiert seitdem im wöchentlichen Wechsel mit Stefan Scheider die Hauptausgabe der Sendung, die seit 2022 BR24 heißt, um 18:30 Uhr im BR Fernsehen. Das Politikmagazin Kontrovers moderiert sie weiterhin im Wechsel mit Achim Wendler, ebenso wie die Münchner Runde.

## Privates
Ursula Heller ist verheiratet und hat drei Söhne. Ehrenamtlich engagiert sich Ursula Heller als Botschafterin der Stiftung Kindergesundheit.